# Estación de Carabanchel

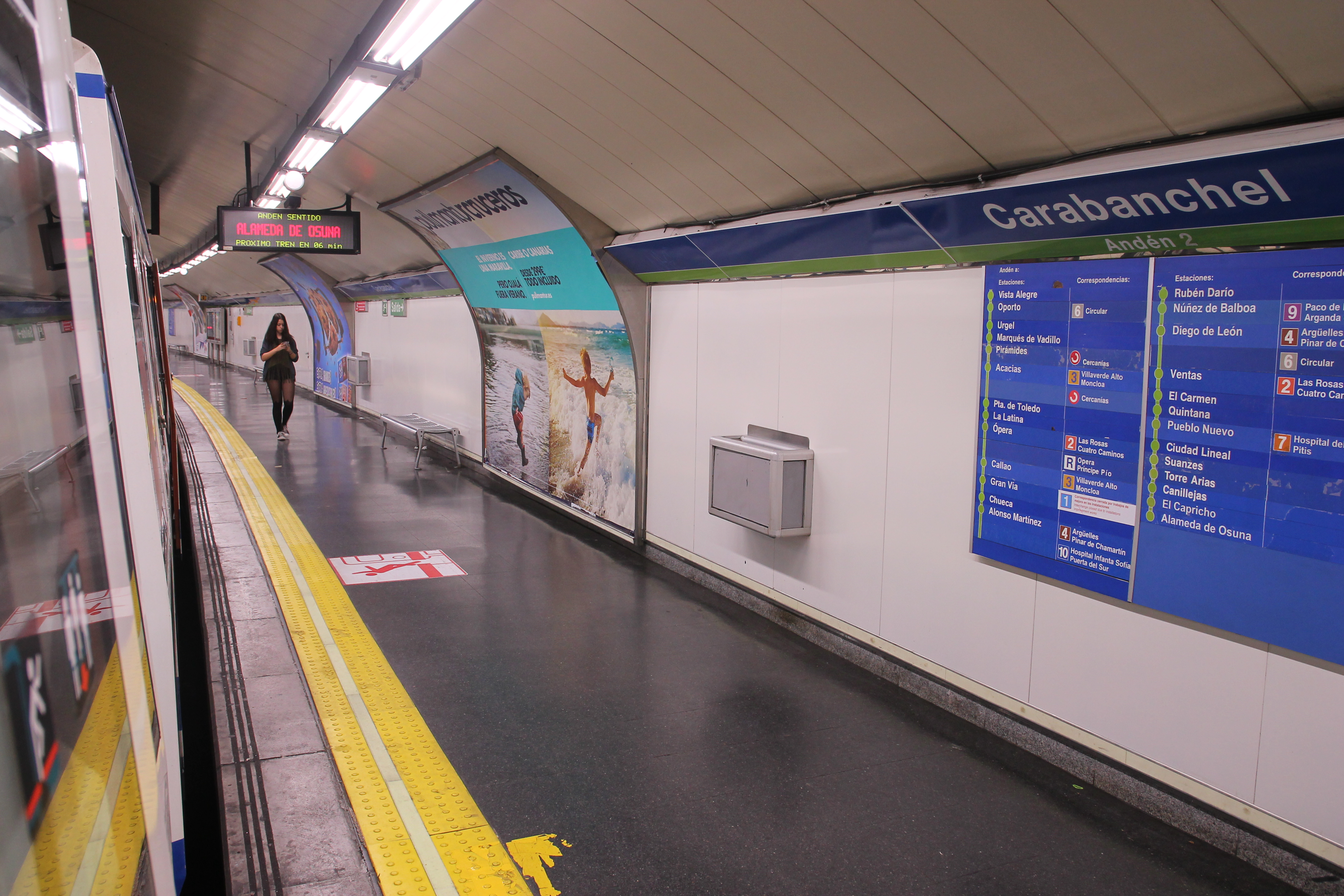
Andén de la estación

Carabanchel es una estación de la línea 5 de Metro de Madrid, situada bajo la Glorieta del Ejército, en el barrio de Vista Alegre del distrito homónimo. También presta servicio al barrio de Aluche (distrito Latina).

## Historia

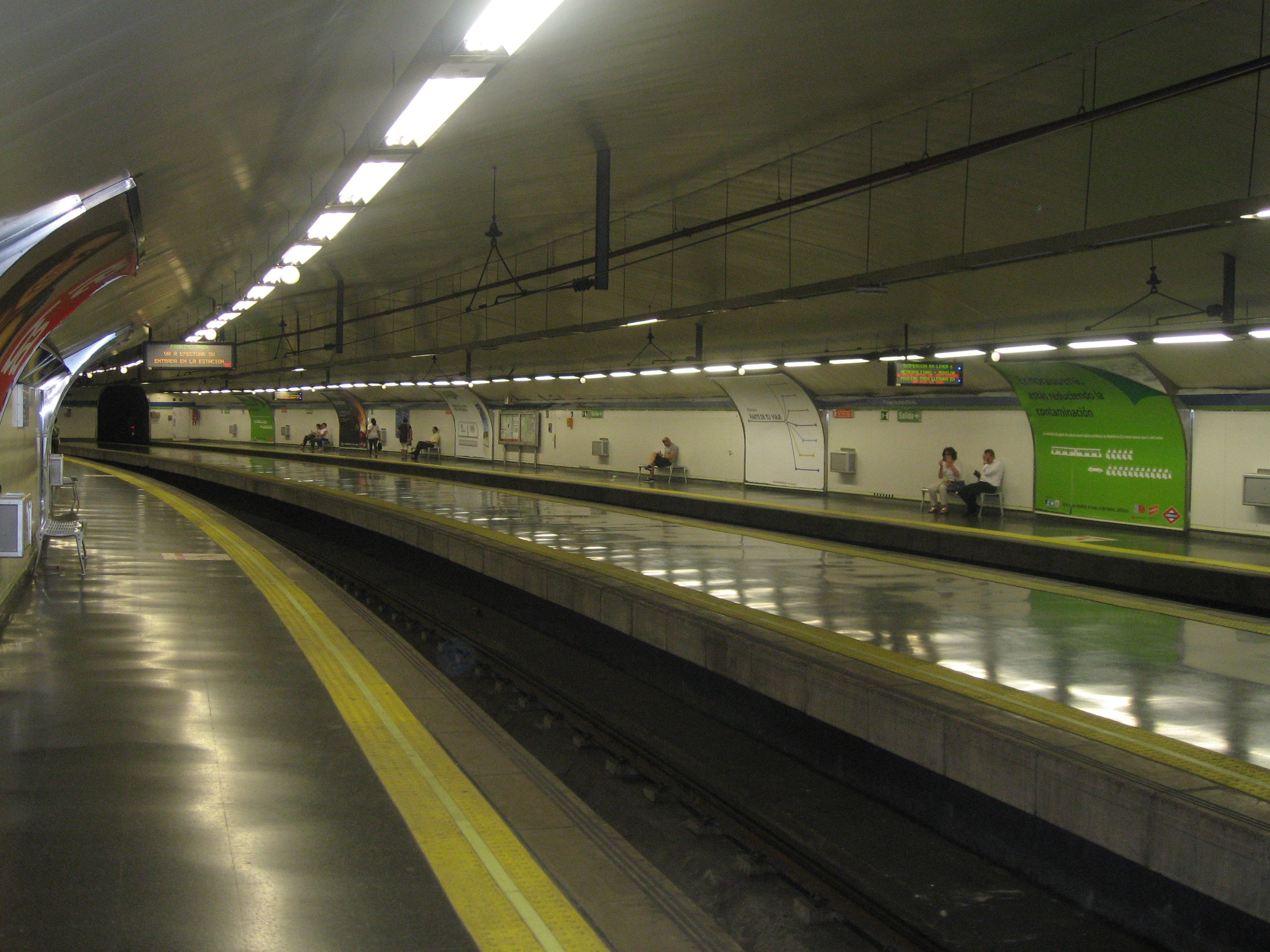
Andén central, en desuso

La estación fue abierta al público, con carácter terminal, el 4 de febrero de 1961 al inaugurarse el F.C. Suburbano de Carabanchel a Chamartín de la Rosa que discurría entre esta estación y Plaza de España, actualmente parte de las líneas 10 y 5. El 5 de junio de 1968 se inauguró la línea 5 entre Carabanchel y Callao.
Hasta 1980 la estación era punto de conexión de la red de Metro con el FC Suburbano, que tenía tarifas diferentes y se gestionaba de forma separada, usándose el andén central como punto de enlace de ambas redes todo él, con torniquetes para pasar de una red a otra previo pago de la tarifa correspondiente. Cuando el 29 de octubre de 1976 se inauguró la línea de ferrocarril Aluche-Móstoles (antigua línea C-6 en Cercanías Madrid, actual línea C-5), la cabecera de la línea 5 y del FC Suburbano se trasladó a Aluche. y dejó de usarse el andén central, que actualmente no tiene ninguna función, ni acceso.
El FC Suburbano desapareció transformándose en la línea 10 el 17 de diciembre de 1981, con la ampliación de este a la estación de Alonso Martínez.
En 1998 se inició la construcción de la estación de Eugenia de Montijo entre Aluche y Carabanchel, cortando el servicio entre ambas durante más de 1 año. Durante la ejecución de las obras, Carabanchel volvió a servir como terminal provisional de los trenes, situación que se mantuvo hasta finales de 1999, en que la línea fue reabierta hasta Aluche.
Entre 2004 y 2005 fue reformada para cambiar las bóvedas y las paredes por paneles de vítrex coloreados.
Por último, en verano de 2017 la estación cerró para cambiar la catenaria (de hilo a rígida) y para cambiar el sistema de señalización. La reforma acabó el 3 de septiembre, tras dos meses de obras.

## Accesos
Vestíbulo Carabanchel
- Glorieta del Ejército Gta. del Ejército, s/n (esquina Pº Muñoz Grandes)

## Líneas y conexiones

### Metro
| << cabecera      | < estación   | línea | estación >         | cabecera >>   |
| ---------------- | ------------ | ----- | ------------------ | ------------- |
| Alameda de Osuna | Vista Alegre |       | Eugenia de Montijo | Casa de Campo |

### Autobuses
| Diurnos   |                          |                                                             |
| Línea     | Destino                  | Parada                                                      |
| 17        | Plaza Mayor              | 590 CARABANCHEL-HOSPITAL MILITAR (C/ Marcelino Camacho, 62) |
| 35        | Carabanchel Alto         | 590 CARABANCHEL-HOSPITAL MILITAR (C/ Marcelino Camacho, 62) |
| 35        | Plaza Mayor              | 1150 MARCELINO CAMACHO-FÁTIMA                               |
| 17        | Colonia Parque Europa    | 4528 CARABANCHEL-HOSPITAL MILITAR (C/ Guabairo, 2)          |
| Nocturnos |                          |                                                             |
| Línea     | Destino                  | Parada                                                      |
| N26       | Plaza de Alonso Martínez | 590 CARABANCHEL-HOSPITAL MILITAR (C/ Marcelino Camacho, 62) |
| N17       | Plaza de Cibeles         | 1150 MARCELINO CAMACHO-FÁTIMA                               |
| N17       | Carabanchel Alto         | 4528 CARABANCHEL-HOSPITAL MILITAR (C/ Guabairo, 2)          |
| N26       | Aluche                   | 4528 CARABANCHEL-HOSPITAL MILITAR (C/ Guabairo, 2)          |

| Diurnos |                              |                            |                |
| Línea   | Destino                      | Parada                     | Operador       |
| 481     | Leganés (Parquesur-Hospital) | 07562 Guabairo-Carabanchel | Empresa Martín |
| 486     | Leganés (Valdepelayo)        | 07562 Guabairo-Carabanchel | Empresa Martín |
| 481     | Madrid (Oporto)              | 07605 Oca-Est. Carabanchel | Empresa Martín |
| 486     | Madrid (Oporto)              | 07605 Oca-Est. Carabanchel | Empresa Martín |